# Mario Novelli (acteur)
Pour les articles homonymes, voir Mario Novelli et Novelli.
Mario Novelli, né à Rome le 26 février 1940 et mort dans la même ville le 21 août 2016, est un acteur italien parfois crédité sous le nom de Anthony Freeman.

## Biographie
Il est le père des acteurs Alessandro et Emiliano Novelli.

## Filmographie partielle
Acteur
- 1962 : Ursus le rebelle (Ursus gladiatore ribelle), de Domenico Paolella
- 1964 : Les Gladiateurs les plus forts du monde (Gli schiavi più forti del mondo), de Michele Lupo
- 1964 : La Vengeance de Spartacus  (La vendetta di Spartacus), de Michele Lupo
- 1964 : Les Invincibles Frères Maciste (Gli invincibili fratelli Maciste), de Roberto Mauri
- 1964 : Les Trois Centurions (I tre centurioni), de Roberto Mauri
- 1965 : Les Sept Gladiateurs rebelles (Sette contro tutti), de Michele Lupo
- 1965 : Pour une poignée d'or (Per una manciata d'oro), de Carlo Veo
- 1966 : Texas Adios (Texas addio), de Ferdinando Baldi
- 1966 : Destination : Planète Hydra (2+5 missione Hydra), de Pietro Francisci
- 1967 : Deux Croix pour un implacable (Due croci a Danger Pass) (Dos cruces en Danger Pass), de Rafael Romero Marchent
- 1967 : Ballade pour un pistolero (Ballata per un pistolero), de  Alfio Caltabiano
- 1967 : Un homme, un cheval et un pistolet (Un uomo, un cavallo, una pistola), de Luigi Vanzi
- 1967 : Les Trois Fantastiques Supermen à Tokyo (3 Supermen a Tokio), de Bitto Albertini
- 1969 : Fräulein Doktor, d'Alberto Lattuada
- 1969 : Isabelle, duchesse du diable (Isabella duchessa dei diavoli), de Bruno Corbucci
- 1970 : Rendez-vous avec le déshonneur (Appuntamento col disonore), de Adriano Bolzoni
- 1971 : Abattez Django le premier (Uccidi Django... uccidi per primo!!!), de Sergio Garrone
- 1971 : Ma dernière balle sera pour toi (Anda muchacho, spara!) (El sol bajo la tierra), de Aldo Florio
- 1971 : Prenez garde à la sainte putain (Attenzione alla puttana santa), de Rainer Werner Fassbinder
- 1971 : Ore di terrore, de Guido Leoni
- 1971 : Acquasanta Joe, de Mario Gariazzo
- 1972 : Milan calibre 9 (Milano calibro 9), de Fernando Di Leo
- 1972 : Un homme appelé Dakota (Un uomo chiamato Dakota), de Mario Sabatini : Dakota
- 1973 :  Piège pour un tueur (Si può essere più bastardi dell'ispettore Cliff?), de Massimo Dallamano
- 1975 : Rome violente (Roma violenta), de Marino Girolami
- 1975 : Bracelets de sang (Il giustiziere sfida la città), de Umberto Lenzi
- 1975 : Face d'espion CIA (Faccia di spia), de Giuseppe Ferrara
- 1975 : L'Arbre de Guernica, de Fernando Arrabal
- 1976 : Comme des chiens enragés (Come cani arrabbiati), de Mario Imperoli
- 1976 : Le Désert des Tartares (Il deserto dei Tartari), de Valerio Zurlini
- 1976 : Mister Scarface (I padroni della città), de Fernando Di Leo
- 1976 : Liebes Lager, de Lorenzo Gicca Palli
- 1976 : La peur règne sur la ville (Paura in città), de Giuseppe Rosati
- 1976 : La lozana andaluza (es), de Vicente Escrivá
- 1976 : Hanno ucciso un altro bandito, de Guglielmo Garroni
- 1977 : Adios California, (California) de Michele Lupo
- 1978 : Coup de gueule (Milano... difendersi o morire), de Gianni Martucci
- 1978 : La Quatrième Rencontre (Occhi dalle stelle), de Mario Gariazzo
- 1978 : Scorticateli vivi, de Mario Siciliano
- 1978 : Le Crime du siècle  (Indagine su un delitto perfetto), d'Aaron Leviathan
- 1979 : Play Motel, de Mario Gariazzo
- 1980 : Les Novices libertines (La vera storia della monaca di Monza), de Bruno Mattei
- 1982 : Les Aventures sexuelles de Néron et de Poppée (Nerone e Poppea), de Bruno Mattei
- 1982 : Le notti segrete di Lucrezia Borgia, de Roberto Bianchi Montero
- 1982 : Crime au cimetière étrusque (Assassinio al cimitero etrusco), de Sergio Martino
- 1982 : Sangraal, de Michele Massimo Tarantini
- 1982 : Vai avanti tu che mi vien da ridere, de Giorgio Capitani
- 1984 : 2072, les mercenaires du futur (I guerrieri dell'anno 2072), de Lucio Fulci
- 1987 :  Delta Force Commando, de Pierluigi Ciriaci
- 1989 : Afghanistan - The last war bus  (L'ultimo bus di guerra), de Pierluigi Ciriaci
- 1989 : Evil Train (Il treno (Beyond the Door III), de Jeff Kwitny
- 1991 :  Year of the Gun, l'année de plomb (L'anno del terrore) (Year of the Gun), de John Frankenheimer
- 1998 :  Coppia omicida, de Claudio Fragasso
- 2000 :  Alex l'ariete, de Damiano Damiani